# Bobby Lashley

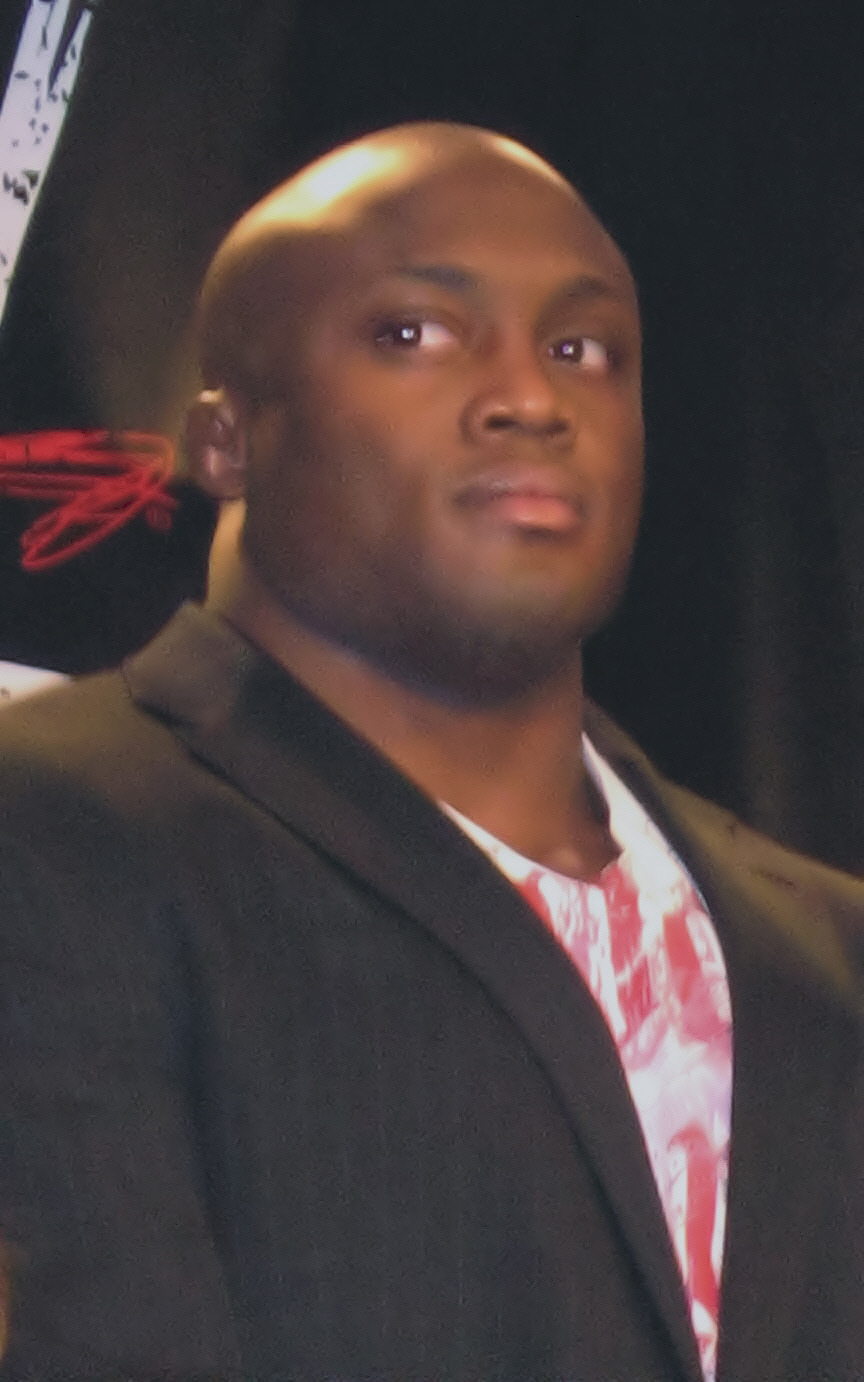

Franklin Roberto (Bobby) Lashley născut la 16 iulie 1976 este un wrestler și luptător de arte marțiale mixte american, mai cunoscut sub numele de ring Bobby Lashley. În prezent activează în All Elite Wrestling (AEW), unde este actualul campion AEW World Tag Team alături de colegul său Shelton Benjamin. El este cel mai bine cunoscut pentru cele două perioade ale sale în WWE, din 2005 până în 2008 și 2018 până în 2024, precum și pentru cele două perioade în Total Nonstop Action Wrestling (TNA) din 2009 până în 2010 și 2014 până în 2018. Ca artist marțial mixt, Lashley a concurat pentru Bellator MMA și Strikeforce.
Manevra lui de final se numește The Dominator. A deținut centura ECW, centura Statelor Unite, a câștigat meciul Bătălia Miliardarilor de la WrestleMania 23, a participat la meciul Money in the Bank la WrestleMania 22. La WWE The Great American Bash a participat în main event împotriva lui John Cena, meci pentru centura WWE, dar nu a reușit să-i facă față campionului WWE, acesta terminând cu un F.U. de pe corzi.
La WrestleMania 23 în lupta milionarilor Bobby Lashley l-a reprezentat pe Donald Trump, iar Umaga pe Vince McMahon,iar cel care pierdea era ras în cap. Lashley l-a bătut pe Umaga și l-a ras în cap pe McMahon.
Manevra care îl și caracterizează este Spear.

## Viața personală
Lashley a absolvit facultatea din Missouri Valley în 1999 cu specializare în Human Service Agency Management. Lashley are și o fiică, care s-a născut în 2005. În 2007 Lashley a deschis un magazin de băuturi răcoritoare.

## Rezultate în MMA
| Rezultate profesioniste |             |              |
| 17 meciuri              | 15 victorii | 2 înfrângeri |
| Prin knockout           | 4           | 1            |
| Prin predare            | 8           | 0            |
| La puncte               | 3           | 1            |

| Rezultat   | La general | Adversar         | Metodă                                  | Eveniment                                  | Data              | Runda | Timp | Locația                                | Note                                      |
| ---------- | ---------- | ---------------- | --------------------------------------- | ------------------------------------------ | ----------------- | ----- | ---- | -------------------------------------- | ----------------------------------------- |
| Victorie   | 15–2       | Josh Appelt      | Submission (rear-naked choke)           | Bellator 162                               | 21 octombrie 2016 | 2     | 1:43 | Memphis, Tennessee, United States      |                                           |
| Victorie   | 14–2       | James Thompson   | TKO (punches)                           | Bellator 145                               | 6 noiembrie 2015  | 1     | 0:54 | St. Louis, Missouri, United States     |                                           |
| Victorie   | 13–2       | Dan Charles      | TKO (punches)                           | Bellator 138                               | 19 iunie 2015     | 2     | 4:14 | St. Louis, Missouri, United States     |                                           |
| Victorie   | 12–2       | Karl Etherington | Submission (punches)                    | Bellator 130                               | 24 octombrie 2014 | 1     | 1:31 | Mulvane, Kansas, United States         |                                           |
| Victorie   | 11–2       | Josh Burns       | Submission (rear-naked choke)           | Bellator 123                               | 5 septembrie 2014 | 2     | 3:54 | Uncasville, Connecticut, United States | Bellator debut                            |
| Victorie   | 10–2       | Tony Melton      | Decizie (unanimă)                       | Xtreme Fight Night 15                      | 8 noiembrie 2013  | 5     | 5:00 | Catoosa, Oklahoma, United States       | Won XFN Heavyweight Championship          |
| Victorie   | 9–2        | Matthew Larson   | Submission (rear-naked choke)           | GWC: The British Invasion: U.S. vs. U.K.   | 29 iunie 2013     | 1     | 1:38 | Kansas City, Missouri, United States   |                                           |
| Victorie   | 8–2        | Kevin Asplund    | Submission (americana)                  | Titan FC 25                                | 7 iunie 2013      | 2     | 1:23 | Fort Riley, Kansas, United States      |                                           |
| Înfrângere | 7–2        | James Thompson   | Decizie (unanimă)                       | Super Fight League 3: Lashley vs. Thompson | 6 mai 2012        | 3     | 5:00 | New Delhi, India                       |                                           |
| Victorie   | 7–1        | Karl Knothe      | Submission (americana)                  | Shark Fights 21: Knothe vs. Lashley        | 11 noiembrie 2011 | 1     | 3:44 | Lubbock, Texas, United States          | Won Shark Fights Heavyweight Championship |
| Victorie   | 6–1        | John Ott         | Decizie (unanimă)                       | Titan FC 17                                | 25 martie 2011    | 3     | 5:00 | Kansas City, Kansas, United States     |                                           |
| Înfrângere | 5–1        | Chad Griggs      | TKO (doctor stoppage)                   | Strikeforce: Houston                       | 21 august 2010    | 2     | 5:00 | Houston, Texas, United States          |                                           |
| Victorie   | 5–0        | Wes Sims         | TKO (punches)                           | Strikeforce: Miami                         | 30 ianuarie 2010  | 1     | 2:06 | Sunrise, Florida, United States        | Strikeforce debut                         |
| Victorie   | 4–0        | Bob Sapp         | Submission (punches)                    | FFI: Ultimate Chaos                        | 27 iunie 2009     | 1     | 3:17 | Biloxi, Mississippi, United States     |                                           |
| Victorie   | 3–0        | Mike Cook        | Technical Submission (guillotine choke) | MFC 21                                     | 15 mai 2009       | 1     | 0:24 | Enoch, Alberta, Canada                 |                                           |
| Victorie   | 2–0        | Jason Guida      | Decizie (unanimă)                       | SRP: March Badness                         | 21 martie 2009    | 3     | 5:00 | Pensacola, Florida, United States      |                                           |
| Victorie   | 1–0        | Joshua Franklin  | TKO (doctor stoppage)                   | MFA: There Will Be Blood                   | 13 decembrie 2008 | 1     | 0:41 | Miami, Florida, United States          |                                           |

## Titluri importante
- Total Nonstop Action Wrestling / Impact Wrestling
  - TNA / Impact World Heavyweight Championship (4 ori)
  - TNA King of the Mountain Championship (1 data)
  - TNA X Division Championship (1 data)
  - TNA Championship Series (2009)
  - TNA Joker's Wild (2015)

- World Wrestling Entertainment
  - WWE Intercontinental Championship (1 data)
  - ECW World Championship (2 ori)
  - WWE United States Championship (1 data)
  - WWE Championship (1 data)